# 蓝眼凤头鹦鹉
蓝眼凤头鹦鹉（学名：Cacatua ophthalmica），拥有较小的头冠，因为其蓝色的眼圈而得名。体长50厘米，野外寿命约为40-50年。以种子、坚果、水果、昆虫等为食。主要分布在森林附近，繁殖期为每年5至10月，每次产卵1到2枚，孵化期28天。人工养殖的个体非常罕见。